# شانتل مالون
شانتل الین مالون (انگلیسی: Chantel Ellen Malone؛ زادهٔ ۲ دسامبر ۱۹۹۱ در پورتوریکو) ورزشکار دو و میدانی زن اهل جزایر ویرجین بریتانیا است که در رشته‌های پرش طول، دو سرعت به رقابت می‌پردازد. مالون در بازی‌های پان امریکن در مجموع برندهٔ ۱ مدال طلا شده‌است.